# Епаминондас Харисиадис
Епаминондас Харисиадис (на гръцки: Επαμεινώνδας Χαρισιάδης) е гръцки лекар и революционер, деец на Гръцката въоръжена пропаганда в Македония в началото на XX век.

## Биография
Роден е в Корча, тогава в Османската империя. Получава основно образование в родния си град, след което учи в Медицинския факултет на Атинския университет, а след това в Парижкия университет, където учи при Самюел Поци. Връща се в Османската империя като лекар в Солун. Установява връзки с гръцкото консулство в Солун и чрез доктор Янис Своронос установява приятелски отношения с Константинос Мазаракис, който служи в консулството като дипломат под псевдонима Стеряакис. Харисиадис е използван много пъти от консулството за лечение на ранени гръцки четници в района на Ениджевардарското езеро. На 17 май 1905 година в гората Батацин край Под при сблъсък между гръцка и българска чета е ранен поручик Спирос Спиромилиос. Той е отведен в приятелска къща в село в района и след това в Негуш, където е лекуван от лекарите Христодулос Пердикарис и Харисиадис. Харисиадис оперирал всякакви пациенти, каквито му даде консулството като възраст и пол, от ученички до възрастни четници, както и прави всякакви операции. Арестуван е от турските власти и заминава в изгнание в Кайро, Египет, където отново се отличава с националните борби. Там Харисиадис отбива влиянието на албанските националисти от Корча, проникнали в гръцката община. В писмо до Стефанос Драгумис Харисиадис пише, че корчанци в Египет, за съжаление, са прекалено албанци.
По време на Балканските войни Харисиадис служи като военен лекар капитан. Работи във Военната болница във Ветрен, едно от най-големите огнища на епидемията от холера. Само за един месец епидемията е ликвидирана и Харисиадис е преместен в Първа военна болница в Солун, за да посрещне края на войната във Военната болница в Кавала. Харисиадис участва в така наречената Северноепирска борба в 1914 година. По време на гръцката окупация на Корча е кмет на града.
През 20-те години живее със съпругата си Аспасия, сестра на Герман Каравангелис, в Солун, където той е един от главните хирурзи в болницата „Теагенио“.